# Lili Ziedner
Ida Cecilia Maria "Lili" Ziedner, född 14 september 1885 i Hedvig Eleonora församling, Stockholm, död där 10 februari 1939, var en svensk skådespelare och komiker. 
Ziedner studerade vid Dramatens elevskola 1904–1907. Därefter var hon engagerad vid Vasateatern och Folkan. Hennes mest aktiva period var 1921–1936 och under denna tid var hon länge engagerad som revyaktris av Karl Gerhard. Hon filmdebuterade 1913 i Mauritz Stillers Mannekängen, som dock aldrig blev klar, varför hennes nästa film från samma år, Den moderna suffragetten, blev hennes första som gick upp på biografen. Efter detta gjorde hon drygt 20 filmroller. År 1930 publicerades hennes självbiografi I lögn och ro.

## Biografi
Lili Ziedner var dotter till Thor Edvin Anders Ziedner, bland annat skribent för Dagens Nyheter, och Ida Kristina Johansdotter. Hon hade fyra syskon, däribland kapellmästaren och kompositören Edvin Ziedner och systern Sigrid (Karin), som var musiklärare.
Lili Ziedner utbildade sig vid Dramatens elevskola 1904–1907, arbetade en tid som korrekturläsare på Dagens Nyheter och fick engagemang 1909 hos teaterdirektören Albert Ranft på Vasateatern. År 1912 var hon del av en föreställning ledd av Jenny Tschernichin-Larsson med unga skådespelare, som turnerade i Norden. Under ett av dessa gästspel på Apolloteatern i Helsingfors upptäcktes hon av Mauritz Stiller, som då arbetade vid Svenska Teatern. Detta ledde till att hon medverkade i några av Stillers första filmer, där bara Den moderna suffragetten från 1913, som hon själv skrev, helt fullbordades. Filmen är idag försvunnen, men recenserades bland annat i Upsala Nya Tidning som  ett "fyndigt och muntert gyckel med suffragettrörelsen".
Sitt stora genombrott fick Ziedner 1916–1918 som konferencier i Cabaret Läderlappen, där hon också gjorde sin populära rollfigur Hansy Petra. Den 15 juni 1919 hade hennes egna Lili's cabaret premiär på Röda kafeet vid Hasselbacken, med scenografi av Einar Nerman Våren 1920 verkade hon som konferencier på Fenixpalatset i Stockholm för en revy med bland andra Carl Alstrup, Karl Gerhard, Rolf Hansen och Stella Kjerulf. Detta ledde till hennes långa samarbete med Karl Gerhard, som inleddes hösten 1920 med Sverigeturnén av revyn Var så god det är serverat. Fram till 1931 arbetade hon sedan i hans ensemble och blev en av Karl Gerhards främsta komiska stjärnor, både som revyskådespelare – ofta i rollen som oförskämd satkärring – men även fortsättningsvis som uppskattad improvisatör när hon fick vända sig direkt till publiken med sin slipade satir och rappa repliker.
På 1930-talet arbetade hon allt mindre med Karl Gerhard men ingick i revyer och kabaréer med bland andra Gösta Ekman, Tollie Zellman, Thor Modéen, Ulla Billquist och Sickan Carlsson. År 1934 skapade Björn Hodell den turnerande revyn Lyckliga Sverige skriven av Kar de Mumma, där Lili Ziedner var ett av huvudnamnen, tillsammans med Edvard Persson, Sickan Karlsson och Åke Söderblom. Revyn hade premiär i Göteborg den 20 oktober på Folkteatern. År 1938 gjorde hon ett uppmärksammat gästspel i teaterföreställningen Kvinnorna i regi av Rune Carlsten på Dramaten.
Det mesta av Lili Ziedners scenkonst är numera försvunnet, inklusive många av hennes filmframträdanden. Hon gjorde ett par roller i filmer som fick rejäl skandalstatus. Den första är den försvunna Cirkus Bimbini från 1923 som hör till 1920-talets mest utskällda filmer. Den andra skandalfilmen var Pensionat Paradiset från 1937, där Ziedners rollkaraktär fröken Cronblom anknyter till många av de karaktärer hon tidigare spelat på revyscenen.
Vid Zideners bortgång skrev Brita von Horn att Lili Ziedner, som glatt hela Norden med sin genialt festliga humor, sin slagfärdighet och sina yverborna infall, i likhet med alla stora komiker inte var en lycklig människa. På botten låg det mörka allvaret och ruvade. För de som räknade sig som hennes vänner kunde hon lyfta på sin oförlikneliga clownmask, och blotta ett ensamt hjärta vars oförställda kamp kunde fylla en med ömhet. Till detta bidrog också ett alkoholmissbruk, som troligen ledde till hennes för tidiga död i levercirros. Zidener är begravd på Norra begravningsplatsen i Stockholm.

## Filmografi
- 1913 – Mannekängen – som ej blev klar och där delar av filmen först hade premiär 1935.
- 1913 – Den moderna suffragetten
- 1914 – Födelsedagspresenten
- 1914 – Salomos dom
- 1914 – Vägen till mannens hjärta
- 1914 – När svärmor regerar
- 1915 – Hämnden är ljuv
- 1917 – Alexander den Store
- 1921 – Cirkus Bimbini
- 1923 – Norrtullsligan
- 1926 – Farbror Frans
- 1931 – Brokiga blad
- 1932 – En stulen vals
- 1932 – Kärleksexpressen
- 1934 – En bröllopsnatt på Stjärnehov
- 1934 – Eva går ombord
- 1935 – Tjocka släkten
- 1935 – Minns du?
- 1935 – Kärlek efter noter
- 1936 – Kvartetten som sprängdes
- 1937 – Pensionat Paradiset
- 1938 – Herr Husassistenten
- 1939 – Vi två

## Teater

### Roller (ej komplett)
| År   | Roll                            | Produktion                                                  | Regi             | Teater                                    |
| ---- | ------------------------------- | ----------------------------------------------------------- | ---------------- | ----------------------------------------- |
| 1908 | Madame Saint-Asisses            | Fröken Josette - min hustru Paul Gavault och Robert Charvay |                  | Vasateatern                               |
| 1908 | Millicent Eggington             | Bland bålde riddersmän Harriett Jay                         | Knut Nyblom      | Vasateatern                               |
| 1909 | Tidningsspringpojken            | En räddande ängel                                           |                  | Folkteatern                               |
| 1910 |                                 | Skeppargatan 40 Algot Sandberg                              |                  | Folkteatern                               |
| 1921 | Medverkande                     | Vart ska vi annars gå, revy Karl Gerhard                    |                  | Folkteatern Flyttad till Mosebacketeatern |
| 1922 | Medverkande                     | Ställ er i kön, revy Karl Gerhard                           |                  | Folkteatern                               |
| 1924 | Grevinnan Dreffko               | Grevinnan Lolotte Leopold Lipschütz                         | Ernst Eklund     | Blancheteatern                            |
| 1931 | Medverkande                     | Sjö och fart, revy Karl Gerhard                             |                  | Folkteatern i Göteborg                    |
| 1932 | Mrs Henshaw                     | Till Hollywood George S. Kaufman och Marc Connelly          | Gösta Ekman      | Vasateatern                               |
| 1932 |                                 | I de bästa familjer Anita Hart och Maurice Braddell         | Gösta Ekman      | Gösta Ekmans Folkteater                   |
| 1933 |                                 | En caprice Sil Vara                                         | Gösta Ekman      | Vasateatern                               |
| 1933 | Nattklubbens drottning          | Domaredansen Erik Lindorm                                   | Per-Axel Branner | Vasateatern                               |
| 1933 | Grevinnan Lina von Vinx-Metzing | Högre skolan Ferenc Molnár                                  | Gösta Ekman      | Vasateatern                               |
| 1933 |                                 | I de bästa familjer Anita Hart och Maurice Braddell         | Gösta Ekman      | Vasateatern                               |
| 1933 |                                 | En kvinna med flax Brita von Horn                           | Per-Axel Branner | Folkteatern                               |
| 1936 | Medverkande                     | Köpmännen i Nordens Venedig, revy Karl Gerhard              | Gösta Stevens    | Folkteatern                               |
| 1938 | Maggie, kokerska                | Kvinnorna Clare Boothe Luce                                 | Rune Carlsten    | Dramaten                                  |
| 1939 | Medverkande                     | Honnör för 39, revy Kar de Mumma                            | Victor Bernau    | Södra Teatern                             |

### Regi (urval)
| År   | Produktion                  | Teater      |
| ---- | --------------------------- | ----------- |
| 1933 | Kanske en revy Lili Ziedner | Vasateatern |